# Malvasia nera di Brindisi
Pour les articles homonymes, voir Brindisi (homonymie).
La malvasia nera di Brindisi ou malvasia nera di Lecce est un cépage italien de raisins noirs de la grande famille de Malvasia.

## Origine et répartition géographique
Le cépage Malvasia nera di Brindisi provient du sud de l’Italie. D'origine probable grecque, elle est proche de la variété Malvasia nera di Basilicata.
Il est classé cépage d'appoint en DOC San Vito di Luzzi et en DOC Leverano.. Il est classé recommandé en province de Grosseto et province de Lucques dans la région de la Toscane et en province de Bari, province de Brindisi, province de Foggia, province de Lecce et province de Tarente dans la région des Pouilles. En 1998, sa culture couvrait une superficie de 4 516 ha sous le terme malvasia nera di Brindisi et 2 436 ha sous le terme malvasia nera di Lecce.

## Caractères ampélographiques
- Extrémité du jeune rameau cotonneux blanc à liseré carminé.
- Jeunes feuilles duveteuses, jaunâtre.
- Feuilles adultes, à 5 lobes avec des sinus supérieurs en lyre, un sinus pétiolaire en lyre ou en U, des dents anguleuses, moyennes à étroites, en deux séries, un limbe duveteux et soyeux.

## Aptitudes culturales
La maturité est de troisième époque: 30 à 35 jours après le chasselas.

## Potentiel technologique
Les grappes et les baies sont de taille moyenne. La grappe est conique. La chair est juteuse et d'une saveur aromatique. Le cépage est de bonne vigueur. Il admet une bonne résistance au froid. Sa production est abondante et constante. Il est très sensible à l'oïdium mais plus sensible au mildiou et à la pourriture grise. Elle est généralement vinifiée avec du negroamaro et du susamaniello, apportant le parfum spécifique.   La majorité de la production est vinifiée en vin de table, généralement avec les Negramaro, ce qui donne le bon niveau d'alcool, de saveur et de corps. Le vin obtenu est corsé et spiritueux, d'une intense couleur rouge rubis, à l'arôme agréable et à la saveur équilibrée et veloutée.

## Synonymes
La malvasia nera di Brindisi est connu sous le nom de malvasia di Bitondo, mavasia di Trani, malvasia negra, malvasia nera di Bari, malvasia nera di candia et malvasia niura.